# Maeva Schublin
Maeva Schublin, née le 23 avril 1985 à Karlsruhe (Allemagne), est une animatrice de télévision et de radio.

## Biographie
Originaire de La Réunion, elle est élue Miss Mayotte en 2004 à Mamoudzou à 19 ans. 
En 2006, elle participe au jeu de télé-réalité Jouer n'est pas tromper (1re saison) sur Europe 2 TV. La même année, elle présente tout d'abord la Matinale d'Infosport, puis l'émission Next Gen, consacrée aux jeux vidéo, sur Europe 2 TV.
Elle participe en 2007 en tant que candidate à une émission spéciale du Maillon faible.
En 2008, elle rejoint l'équipe de Magloire pour l'émission Le Mag de Magloire sur Télésud en direct le jeudi soir où elle propose une chronique déjantée. 
En septembre 2009, elle présente la rubrique les Dessous du Sport dans l'émission La matinale du week-end, les samedis et dimanches matins, sur I-Télé. La même année, elle décide de mettre en vente sur le site eBay son propre concept d'émission intitulé Born to Be. 
Elle officie également à cette époque comme chroniqueuse littéraire pour Radio Nova, dans l'émission Voodoo Club, de Juan Massenya. 
En septembre 2010, elle présente un magazine sur la vie nocturne parisienne, Ô bout de la nuit,, tous les vendredis aux alentours de 22h00 sur France Ô jusqu'en juillet 2013.
En octobre 2012, elle participe à l'émission Ô Féminin, diffusée tous les dimanches, puis à partir d'avril 2013 tous les samedis à 19h50 sur France Ô jusqu'en juin 2013.
Du 2 septembre 2013 au 22 novembre 2013, elle co-anime avec Chakib Lahssaini l'émission Médiamix sur Le Mouv' du lundi au vendredi de 9 h à 10 h.